# Offertorium (Gubaidúlina)
Offertorium (ruso: Жертвоприношение, Zhertvoprinoshenie) es un concierto para violín y orquesta sinfónica compuesto por Sofiya Gubaidúlina en 1980 y revisado en 1982 y en 1986. Fue dedicado a Gidon Kremer, quien al tocarlo por todo el mundo dio a Gubaidulina la atención internacional.
La obra está centrada en el "tema real" de Federico el Grande usado por Johann Sebastian Bach en la Ofrenda musical. Gubaidulina orquesta el tema usando la técnica del Klangfarbenmelodie reminiscente de Webern, pasando la melodía alrededor de varios instrumentos para explotar sus varios timbres. La introducción presenta el tema completo, sólo falta la última nota. El solista entra aquí, comenzando una serie de variaciones que deconstruye el tema nota por nota. Después de la desaparición del tema sigue un interín libremente rapsódico. En la sección final, el tema es reconstruido, nota por nota, a partir de la nota de en medio, hasta que nos hace recordar a un himno ortodoxo ruso. El tema completo aparece sólo al final, con el violín solo terminando la obra en una nota agudísima.
En unidad con su inspiración gemela en Webern y Bach, y el profundo simbolismo cristiano de la "muerte" y "resurrección" del tema, Offertorium es una obra representativa del periodo maduro de Gubaidulina.
Offertorium es parte de un ciclo de tres conciertos que Gubaydulina concibió como formando una misa instrumental, llamada Proprium. Estas tres obras, sin embargo, son ejecutables en la forma tradicional de los conciertos, usualmente separadas. La idea de la misa fue concebida hacia 1978 cuando comenzó a trabajar en la primera de las tres, Introitus, un concierto para piano y pequeña orquesta (un introito es la primera parte de la misa tradicional). Offertorium es la segunda obra, compuesta la mayor parte justo después de Introitus entre 1979 y 1980. Detto II es la obra final de la trilogía, pero realmente escrita antes de las otras, en 1972, y también tiene resonancias espirituales.
La obra fue estrenada en 1981 en Viena por Kremer y la ORF SO, dirigida por Leif Segerstam.
- Datos: Q7079101